# FC Bayern München in het seizoen 1987/88
Dit artikel beschrijft de prestaties van de Duitse voetbalclub FC Bayern München in het seizoen 1987/88, waarin de club voor het eerst de officiële Duitse supercup won.

## Spelerskern
| Naam               | Nationaliteit                  | Geboortedatum | Vorige club                |
| ------------------ | ------------------------------ | ------------- | -------------------------- |
| Keepers            |                                |               |                            |
| Jean-Marie Pfaff   | België                         | 04-12-1953    | KSK Beveren                |
| Raimond Aumann     | Bondsrepubliek Duitsland       | 12-10-1963    | /                          |
| Verdedigers        |                                |               |                            |
| Klaus Augenthaler  | Bondsrepubliek Duitsland       | 26-09-1957    | /                          |
| Uli Bayerschmidt   | Bondsrepubliek Duitsland       | 03-03-1967    | /                          |
| Andreas Brehme     | Bondsrepubliek Duitsland       | 09-11-1960    | 1. FC Kaiserslautern       |
| Norbert Eder       | Bondsrepubliek Duitsland       | 07-11-1955    | 1. FC Nürnberg             |
| Hans Pflügler      | Bondsrepubliek Duitsland       | 27-03-1960    | /                          |
| Helmut Winklhofer  | Bondsrepubliek Duitsland       | 27-08-1961    | Bayer Leverkusen           |
| Middenvelders      |                                |               |                            |
| Hans Dorfner       | Bondsrepubliek Duitsland       | 03-07-1965    | 1. FC Nürnberg             |
| Armin Eck          | Bondsrepubliek Duitsland       | 08-12-1964    | SpVgg Oberfranken Bayreuth |
| Hans-Dieter Flick  | Bondsrepubliek Duitsland       | 24-02-1965    | SV Sandhausen              |
| Lothar Matthäus    | Bondsrepubliek Duitsland       | 21-03-1961    | Borussia Mönchengladbach   |
| Norbert Nachtweih  | Duitse Democratische Republiek | 04-06-1957    | Eintracht Frankfurt        |
| Aanvallers         |                                |               |                            |
| Mark Hughes        | Wales                          | 01-11-1963    | FC Barcelona               |
| Ludwig Kögl        | Bondsrepubliek Duitsland       | 07-03-1966    | TSV 1860 München           |
| Lars Lunde         | Denemarken                     | 21-03-1964    | BSC Young Boys             |
| Michael Rummenigge | Bondsrepubliek Duitsland       | 03-02-1964    | /                          |
| Uwe Tschiskale     | Bondsrepubliek Duitsland       | 09-07-1962    | SG Wattenscheid 09         |
| Jürgen Wegmann     | Bondsrepubliek Duitsland       | 31-03-1964    | FC Schalke 04              |
| Roland Wohlfarth   | Bondsrepubliek Duitsland       | 11-01-1963    | MSV Duisburg               |

- = Aanvoerder

### Technische staf
|                 |                               |                          |                     |
| Functie         | Naam                          | Nationaliteit            | Opmerking           |
| Coach           | Jupp Heynckes (foto)          | Bondsrepubliek Duitsland |                     |
| Assistent-coach | Werner Olk                    | Bondsrepubliek Duitsland |                     |
| Assistent-coach | Egon Coordes                  | Bondsrepubliek Duitsland | Vanaf januari 1988. |
| Teamarts        | Hans-Wilhelm Müller-Wohlfahrt | Bondsrepubliek Duitsland |                     |

## Resultaten
| Bundesliga   | DFB-Pokal   | DFB-Supercup | Europacup I |
| ------------ | ----------- | ------------ | ----------- |
|              |             |              |             |
| Vicekampioen | Kwartfinale | Winnaar      | Kwartfinale |

## Uitrustingen
Hoofdsponsor: Commodore

Sportmerk: adidas
| Thuis | Uit | Alternatief | Alternatief | Doelman |

## Transfers

### Zomer
| Naam           | Nationaliteit            | Van/naar                   | Type           |
| -------------- | ------------------------ | -------------------------- | -------------- |
| Inkomend       |                          |                            |                |
| Armin Eck      | Bondsrepubliek Duitsland | SpVgg Oberfranken Bayreuth | Gekocht        |
| Mark Hughes    | Wales                    | FC Barcelona               | Gekocht        |
| Uwe Tschiskale | Bondsrepubliek Duitsland | SG Wattenscheid 09         | Gekocht        |
| Jürgen Wegmann | Bondsrepubliek Duitsland | FC Schalke 04              | Gekocht        |
| Uitgaand       |                          |                            |                |
| Dieter Hoeneß  | Bondsrepubliek Duitsland |                            | Einde carrière |
| Bobby Dekeyser | België                   | 1. FC Nürnberg             | Verkocht       |
| Reinhold Mathy | Bondsrepubliek Duitsland | KFC Uerdingen 05           | Verkocht       |
| Holger Willmer | Bondsrepubliek Duitsland | Hannover 96                | Verkocht       |

### Winter
| Naam           | Nationaliteit            | Van/naar      | Type     |
| -------------- | ------------------------ | ------------- | -------- |
| Uitgaand       |                          |               |          |
| Uwe Tschiskale | Bondsrepubliek Duitsland | FC Schalke 04 | Verkocht |

## Bundesliga

### Eindstand
|    | Club                     | Wed | Gew | Gel | Ver | Pnt | V-T   |
| -- | ------------------------ | --- | --- | --- | --- | --- | ----- |
| 1  | SV Werder Bremen         | 34  | 22  | 8   | 4   | 52  | 61-22 |
| 2  | FC Bayern München        | 34  | 22  | 4   | 8   | 48  | 83-45 |
| 3  | 1. FC Köln               | 34  | 18  | 12  | 4   | 48  | 57-28 |
| 4  | VfB Stuttgart            | 34  | 16  | 8   | 10  | 40  | 69-49 |
| 5  | 1. FC Nürnberg           | 34  | 13  | 11  | 10  | 37  | 44-40 |
| 6  | Hamburger SV             | 34  | 13  | 11  | 10  | 37  | 63-68 |
| 7  | Borussia Mönchengladbach | 34  | 14  | 5   | 15  | 33  | 55-53 |
| 8  | Bayer 04 Leverkusen      | 34  | 10  | 12  | 12  | 32  | 53-60 |
| 9  | Eintracht Frankfurt      | 34  | 10  | 11  | 13  | 31  | 51-50 |
| 10 | Hannover 96              | 34  | 12  | 7   | 15  | 31  | 59-60 |
| 11 | Bayer 05 Uerdingen       | 34  | 11  | 9   | 14  | 31  | 59-61 |
| 12 | VfL Bochum               | 34  | 10  | 10  | 14  | 30  | 47-51 |
| 13 | Borussia Dortmund        | 34  | 9   | 11  | 14  | 29  | 51-54 |
| 14 | 1. FC Kaiserslautern     | 34  | 11  | 7   | 16  | 29  | 53-62 |
| 15 | Karlsruher SC            | 34  | 9   | 11  | 14  | 29  | 37-55 |
| 16 | SV Waldhof Mannheim      | 34  | 7   | 14  | 13  | 28  | 35-50 |
| 17 | FC Homburg               | 34  | 7   | 10  | 17  | 24  | 37-70 |
| 18 | FC Schalke 04            | 34  | 8   | 7   | 19  | 23  | 48-84 |

Kampioen SV Werder Bremen plaatste zich voor de Europacup I 1988/89
Bekerwinnaar Eintracht Frankfurt plaatste zich voor de Europacup II 1988/89
De nummers 2, 3, 4 en 5 van de competitie, Bayern München, 1.FC Köln, VfB Stuttgart en 1.FC Nürnberg en titelverdediger Bayer 04 Leverkusen namen deel in de UEFA Cup 1988/89
FC Homburg en FC Schalke 04 degradeerden rechtstreeks naar de 2. Bundesliga
De kampioen Stuttgarter Kickers en de nummer twee FC St. Pauli promoveerden rechtstreeks uit de 2. Bundesliga
SV Waldhof Mannheim wist zich na beslissingswedstrijden, 2-3, 2-1 en 0-0 ns (5-4), tegen de nummer drie van de 2. Bundesliga, SV Darmstadt 98, te handhaven in de Bundesliga

## Individuele prijzen
| Prijs                     | Winnaar          |
| ------------------------- | ---------------- |
| Wereldkeeper van het jaar | Jean-Marie Pfaff |

## Afbeeldingen

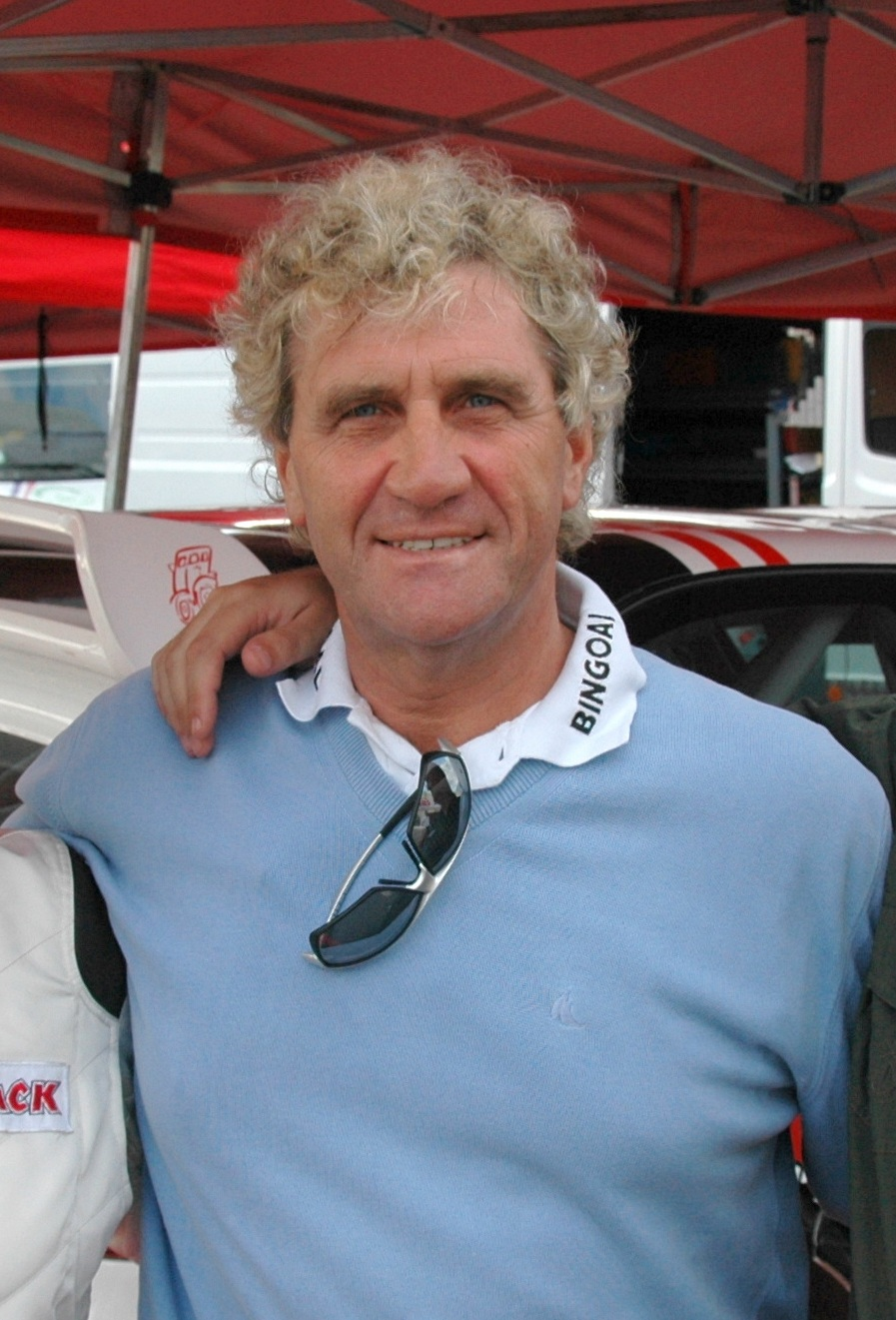
Jean-Marie Pfaff (doelman)
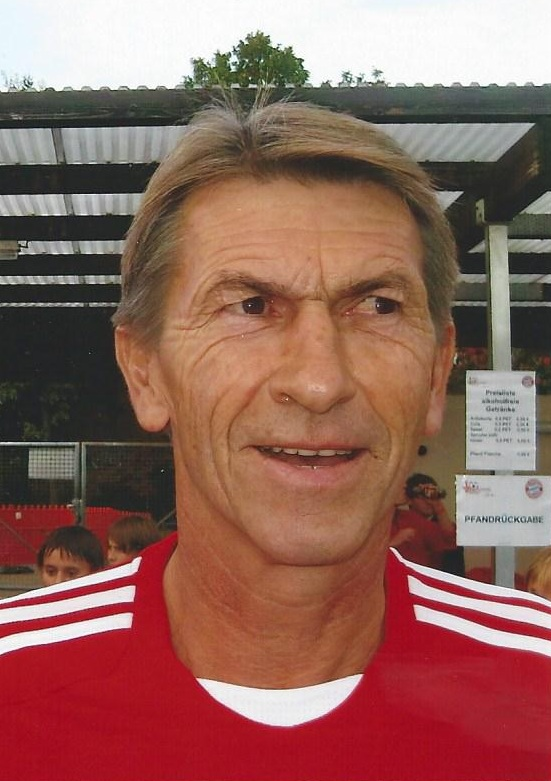
Klaus Augenthaler (verdediger)
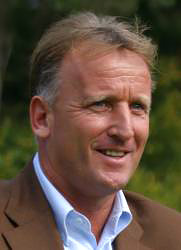
Andreas Brehme (verdediger)
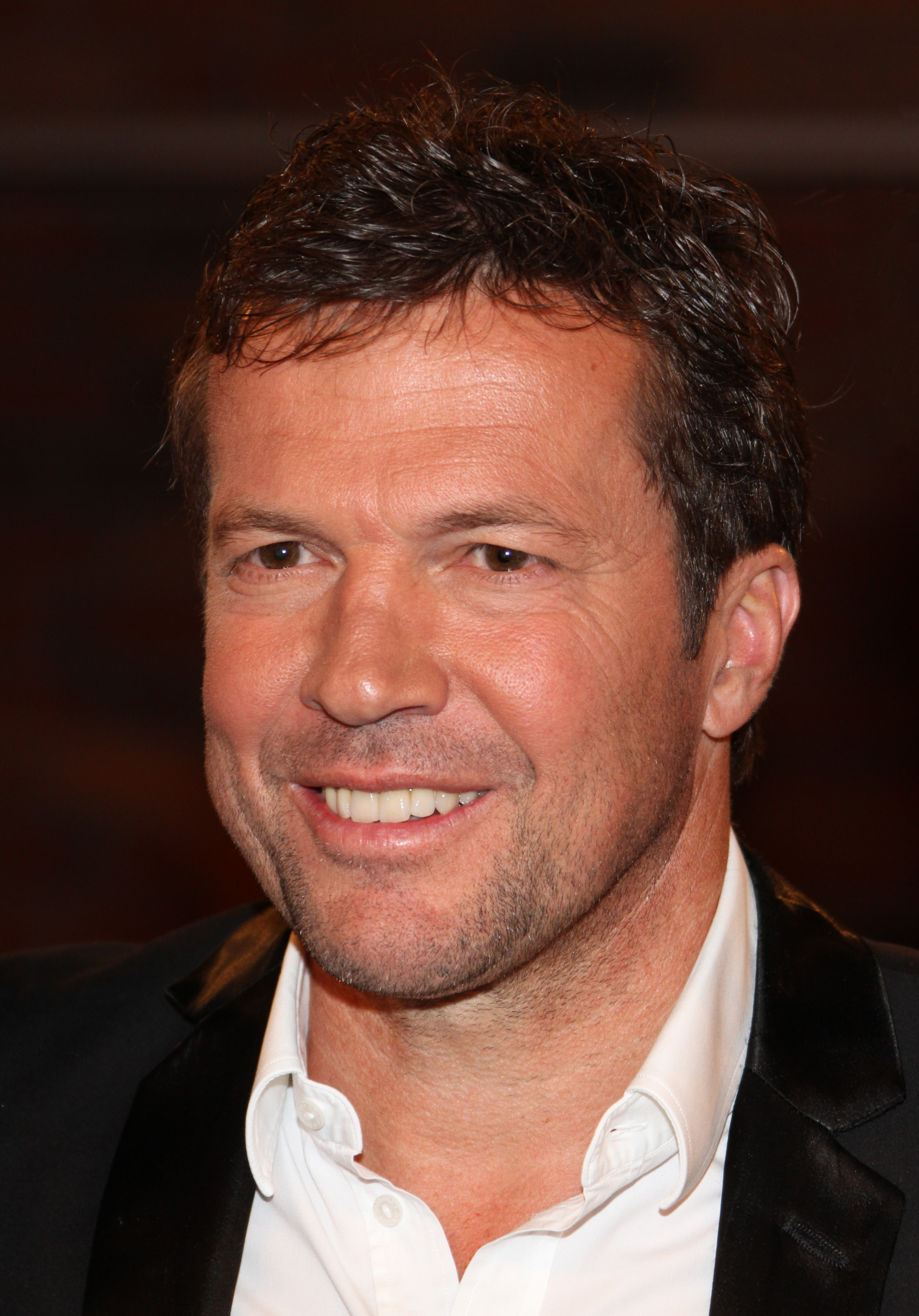
Lothar Matthäus (middenvelder)
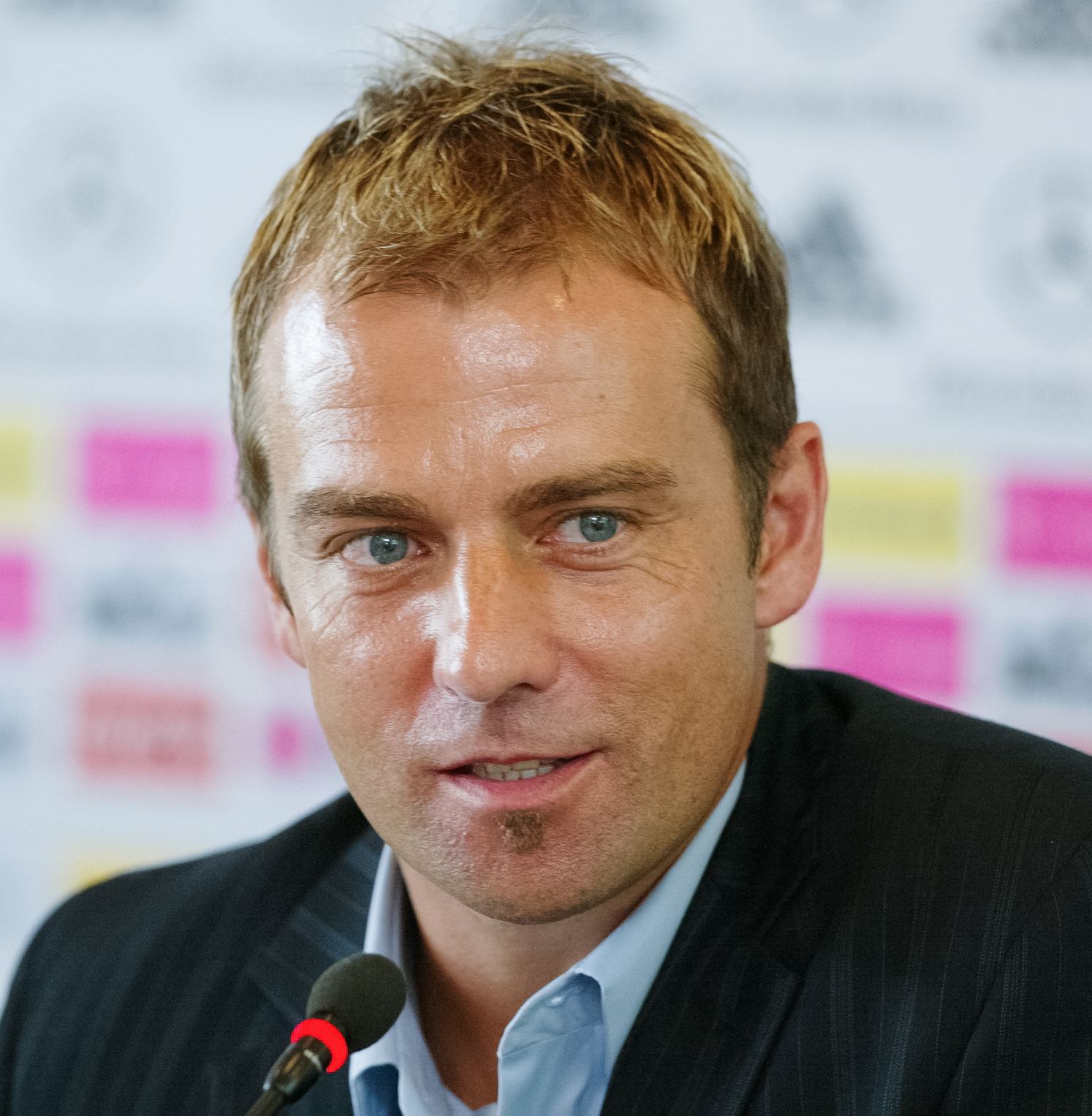
Hans-Dieter Flick (middenvelder)
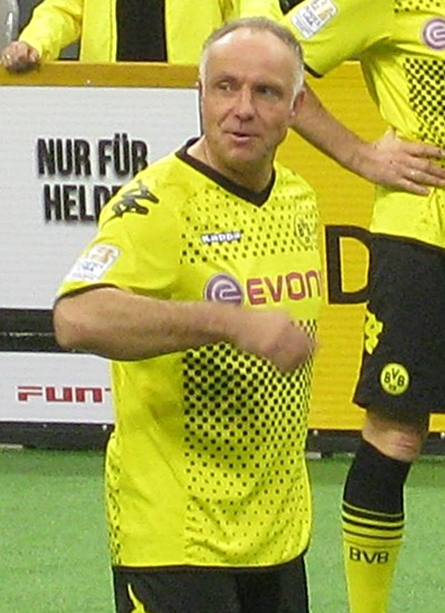
Michael Rummenigge (aanvaller)
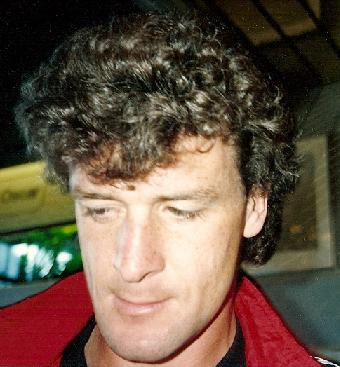
Mark Hughes (aanvaller)